# Marko Asell
Marko Tapio Asell (* 8. Mai 1970 in Ylöjärvi) ist ein finnischer Ringer. Er gewann 1996 bei den Olympischen Spielen in Atlanta eine Silbermedaille im griechisch-römischen Stil im Weltergewicht. Von 2007 bis 2011 war er als Mitglied der Sozialdemokraten Abgeordneter im finnischen Parlament.

## Werdegang
Marko Asell begann im Jahre 1982 als Jugendlicher mit dem Ringen. Er wurde dazu Mitglied des Sportclubs Koo-Vee Tampere, dem er bis zum Ende seiner Laufbahn als Ringer im Jahre 2001 angehörte. Er betätigte sich nur im griechisch-römischen Stil und wurde von Pasi Sarkinen trainiert. Er erlernte den Beruf eines Malers und Anstreichers und wurde Mitglied der finnischen Sozialdemokratischen Partei. Nachdem er sich eine Zeitlang als Kommunalpolitiker betätigte, zog er im Jahre 2007 für diese Partei als Abgeordneter in das finnische Parlament ein.
Schon als Junior qualifizierte sich Marko Asell für die Teilnahme an mehreren internationalen Meisterschaften. Den ersten Start absolvierte er 1987 bei der Junioren-Europameisterschaft in Kattowitz, wo er im Leichtgewicht den 11. Platz belegte. In den folgenden Jahren erzielte er bessere Platzierungen. So wurde er bei der Junioren-Weltmeisterschaft 1988 in Wolfurt/Österreich Fünfter und belegte bei der Junioren-Weltmeisterschaft (Espoirs) in Budapest im Weltergewicht ebenfalls den 5. Platz. 1990 wurde er bei der Junioren-Europameisterschaft Sechster im Weltergewicht.
Im Jahre 1990 wurde Marko Asell erstmals finnischer Meister bei den Senioren im Mittelgewicht und ließ dabei mit Jouko Salomäki und Timo Niemi zwei renommierte Ringer hinter sich. In den Jahren 1991 bis 1994 kam er bei der finnischen Meisterschaft auf die Plätze zwei (1991), drei (1992) und drei (1994). In jenen Jahren platzierten sich bei diesen Meisterschaften Timo Niemi, Tuomo Karila und Seppo Salimäki vor ihm. Er kam daher erst im Jahre 1994 zu seinem ersten Einsatz bei einer internationalen Meisterschaft der Senioren, wobei er dabei im Weltergewicht startete. Bei der Weltmeisterschaft 1994 in Tampere reichte es allerdings nur zum 14. Platz. 1995 kam er bei der Europameisterschaft in Besançon auf den neunten Platz und auch bei der Europameisterschaft 1996 in Budapest konnte er sich mit einem 16. Platz nicht im Vorderfeld platzieren.
Umso überraschender kam dann sein großer Erfolg bei den Olympischen Spielen 1996 in Atlanta. Er bezwang dort im Weltergewicht Stojan Dobrew aus Bulgarien, Takamitsu Katayama aus Japan und Artur Dsyhassow aus der Ukraine und stand damit im Finale gegen den Kubaner Filiberto Ascuy Aguilera, der ihm allerdings keine Chance ließ und ihn schnell besiegte. Der Gewinn einer olympischen Silbermedaille war aber für Marko Asell ein sensationeller Erfolg.
Bei der Europameisterschaft 1997 in Kouvola bestätigte er dann diesen Erfolg, denn er wurde dort mit Siegen über Alberto Recuero aus Spanien, Wladimir Kopytow aus Belarus, Erol Koyuncu aus der Türkei und Mircea Constantin aus Rumänien und einer Niederlage im Endkampf gegen Torbjörn Kornbakk aus Schweden Vize-Europameister.
Ab 1998 startete Marko Asell wieder im Mittelgewicht. Nach einem 10. Platz bei der Weltmeisterschaft in Gävle, bei der er u. a. Ara Abrahamian aus Schweden besiegte, erreichte er bei der Weltmeisterschaft 1999 in Athen in dieser Gewichtsklasse mit drei Siegen noch einen hervorragenden vierten Platz. Bei der Europameisterschaft 2000 in Moskau belegte er nur den zwölften Platz und bei den Olympischen Spielen des Jahres 2000 in Sydney unterlag er gegen Thomas Zander aus Deutschland und Hamza Yerlikaya aus der Türkei und landete abgeschlagen auf dem 17. Platz.
Danach beendete er seine Ringerlaufbahn.

## Internationale Erfolge
| Jahr | Platz  | Wettbewerb                        | Gewichtsklasse | Ergebnis |
| 1987 | 11.    | Junioren-EM in Kattowitz          | Leicht         | Sieger: Alexander Kornjuma, UdSSR vor Salih Yilmaz, Türkei |
| 1988 | 5.     | Junioren-WM in Wolfurt/Österreich | Leicht         | hinter Arkadi Krajni, UdSSR, Marek Tarka, Polen, Erik Hahn, DDR u. Rudolfo de la Rosa, Kuba                                                                                         |
| 1989 | 5.     | Junioren-WM (Espoirs) in Budapest | Welter         | hinter Yvon Riemer, Frankreich, Richard Motejka, CSSR, Arkadi Krajni u. Georgi Petkow, Bulgarien                                                                                    |
| 1990 | 6.     | Junioren-EM (Espoirs)             | Welter         | hinter Jaroslaw Basiljuk, UdSSR, Ilie-Sorin Moisache, Rumänien, Istvan Iringyi, Ungarn, Jantscho Kolew, Bulgarien u. Yalcin Özdemir, Türkei                                         |
| 1993 | 3.     | Baltic-Sea-Games in Tallinn       | Mittel         | hinter Toomas Proovel, Estland u. Juri Zigalo, Lettland |
| 1994 | 14.    | WM in Tampere                     | Welter         | Sieger: Mnazakan Iskandarjan, Russland vor Józef Tracz, Polen u. Torbjörn Kornbakk, Schweden                                                                                        |
| 1995 | 9.     | EM in Besançon                    | Welter         | Sieger: Stojan Dobrew, Bulgarien vor Mircea Constantin, Rumänien u. Wladimir Kopytow, Belarus                                                                                       |
| 1996 | 16.    | EM in Budapest                    | Welter         | Sieger: Nazmi Avluca, Türkei vor Wladimir Kopytow u. Erik Hahn, Deutschland |
| 1996 | Silber | OS in Atlanta                     | Welter         | mit Siegen über Stojan Dobrew, Bulgarien, Takamitsu Katayama, Japan u. Artur Dsyhassow, Ukraine u. einer Niederlage gegen Filiberto Ascuy Aguilera, Kuba                            |
| 1997 | 2.     | EM in Kouvola/Finnland            | Welter         | mit Siegen über Alberto Recuero, Spanien, Wladimir Kopytow, Erol Koyuncu, Türkei u. Mircea Constantin u. einer Niederlage gegen Torbjörn Kornbakk                                   |
| 1998 | 7.     | FILA-Turnier in Nikea             | Mittel         | Sieger: Raatbek Sanatbajew, Kirgisistan vor Ioannis Savvas, Griechenland |
| 1998 | 10.    | WM in Gävle/Schweden              | Mittel         | nach Siegen über Marcin Letki, Polen u. Ara Abrahamian, Schweden u. Niederlagen gegen Janos Kismoni, Ungarn u. Behrouz Jamshidi, Iran                                               |
| 1999 | 4.     | WM in Athen                       | Mittel         | nach einer Niederlage gegen Theophanis Anagnostou, Griechenland, Siegen über Hidekazu Yokohama, Japan u. Bagador Gasijew, Aserbaidschan u. einer Niederlage gegen Raatbek Santbajew |
| 2000 | 12.    | EM in Moskau                      | Mittel         | Sieger: Martin Lidberg, Schweden vor Andrej Batura, Belarus u. Alexander Menschtschikow, Russland                                                                                   |
| 2000 | 17.    | OS in Sydney                      | Mittel         | nach Niederlagen gegen Thomas Zander, Deutschland und Hamza Yerlikaya, Türkei |

## Finnische Meisterschaften
(nur Seniorenbereich)
| Jahr | Platz | Gewichtskl. | Ergebnis                                 |
| 1990 | 1.    | Mittel      | vor Jouko Salomäki und Timo Niemi        |
| 1991 | 2.    | Mittel      | hinter Timo Niemi, vor Seppo Salimäki    |
| 1992 | 3.    | Mittel      | hinter Timo Niemi u. Tuomo Karila        |
| 1994 | 3.    | Mittel      | hinter Tuomo Karila u. Seppo Salimäki    |
| 1995 | 1.    | Welter      | vor Michael Lyyski u. Tomi Rajamäki      |
| 1996 | 1.    | Mittel      | vor Tomi Rajamäki u. Marko Korpela       |
| 1997 | 3.    | Mittel      | hinter Marko Korpela u. Petri Särkijärvi |
| 1998 | 2.    | Mittel      | hinter Tomi Rajamäki, vor Michael Lyyski |
| 2000 | 1.    | Halbschwer  | vor Jorma Niemi u. Hannu Jeronen         |

## Erläuterungen
- alle Wettkämpfe im griechisch-römischen Stil
- OS = Olympische Spiele, WM = Weltmeisterschaften, EM = Europameisterschaften
- Leichtgewicht, damals bis 68 kg, Weltergewicht, bis 76 kg, Mittelgewicht bis 82 kg (bis 1996) und bis 85 kg (von 1997 bis 2001), Halbschwergewicht, bis 97 kg Körpergewicht